# Cameron Parish
Das Cameron Parish (französisch Paroisse de Cameron) ist ein Parish im US-amerikanischen Bundesstaat Louisiana. Im Jahr 2020 hatte das Parish 5617 Einwohner und eine Bevölkerungsdichte von 2 Einwohnern pro Quadratkilometer. Der Verwaltungssitz (Parish Seat) ist Cameron.

## Geografie
Das Parish liegt im äußersten Südwesten von Louisiana, grenzt im Süden an den Golf von Mexiko und im Westen an Texas. Es hat eine Fläche von 5003 Quadratkilometern, wovon 1602 Quadratkilometer Wasserfläche sind.
Der Calcasieu River fließt bis zu seiner Mündung in den Golf von Mexiko durch das Zentrum des Parishs. Die westliche Grenze des Parishs zu Texas wird von der Mündung des Sabine River gebildet.
Das Cameron Parish grenzt an folgende Nachbarparishes und -countys:
|                          | Calcasieu Parish | Jefferson Davis Parish |
| Orange County (Texas)    |                  | Vermilion Parish       |
| Jefferson County (Texas) |                  |                        |

## Geschichte

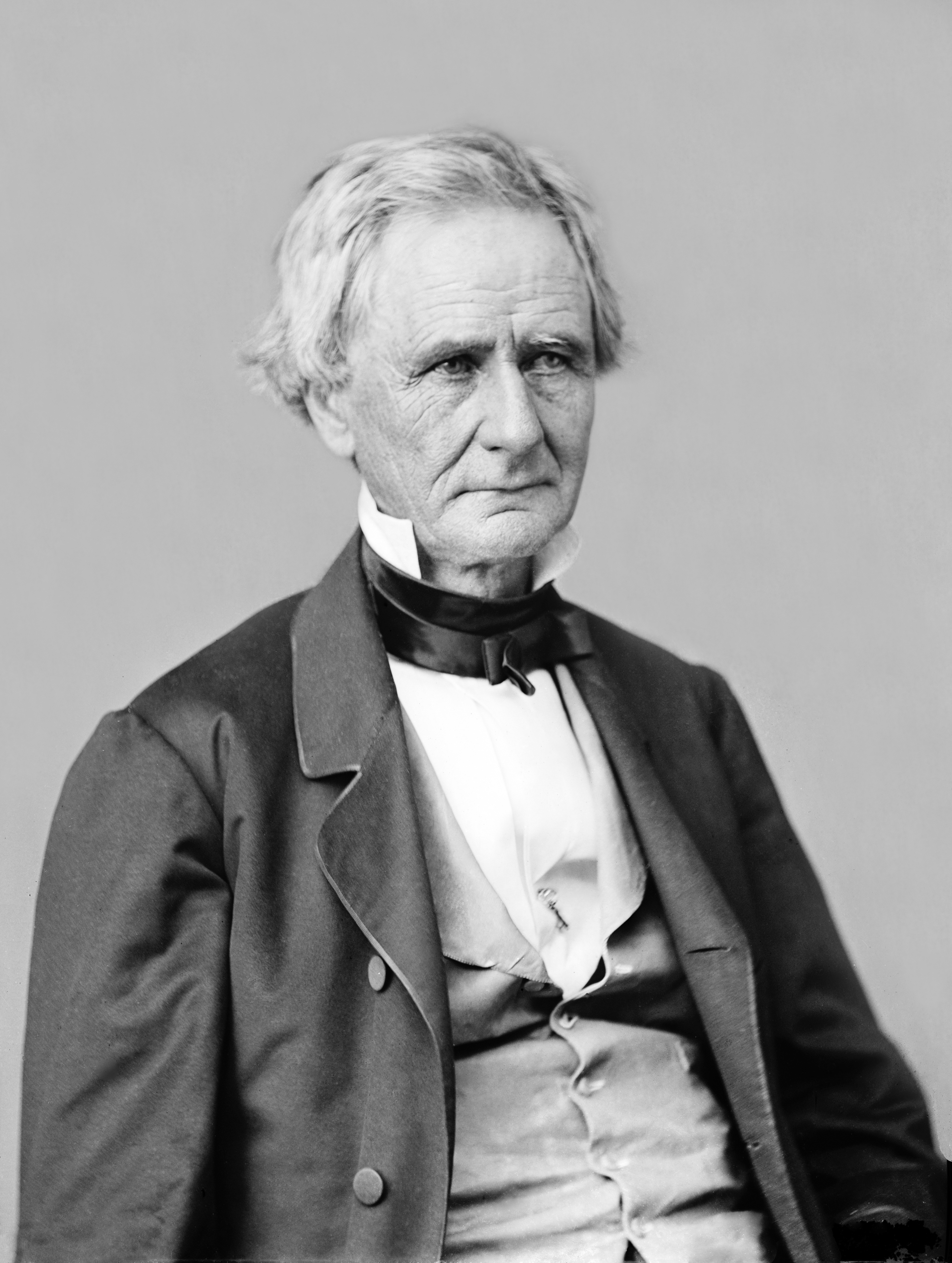
Cameron

Das Cameron Parish wurde 1870 aus Teilen des Calcasieu Parish gebildet. Benannt wurde es nach Simon Cameron (1799–1889), einem US-Senator und Kriegsminister der USA aus Pennsylvania. Am 27. Juni 1957 wurden große Teile des Parish durch den Hurrikan Audrey verwüstet. Dabei starben 390 Menschen. Am 24. September 2005 verwüstete Hurrikan Rita erneut größere Flächen.

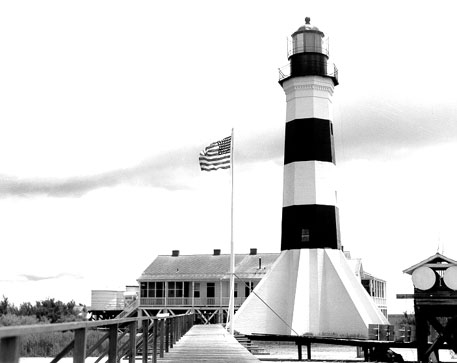
Der Leuchtturm Sabine Pass Lighthouse, gelistet im NRHP Nr. 81000290

## Bevölkerung
Nach der Volkszählung im Jahr 2010 lebten im Cameron County 6839 Menschen in 2482 Haushalten. Die Bevölkerungsdichte betrug 2 Einwohner pro Quadratkilometer. In den 2482 Haushalten lebten statistisch je 2,78 Personen.
Ethnisch betrachtet setzte sich die Bevölkerung zusammen aus 96,5 Prozent Weißen, 1,9 Prozent Afroamerikanern, 0,6 Prozent amerikanischen Ureinwohnern, 0,2 Prozent Asiaten sowie aus anderen ethnischen Gruppen; 0,9 Prozent stammten von zwei oder mehr Ethnien ab. Unabhängig von der ethnischen Zugehörigkeit waren 3,0 Prozent der Bevölkerung spanischer oder lateinamerikanischer Abstammung.
24,0 Prozent der Bevölkerung waren unter 18 Jahre alt, 61,8 Prozent waren zwischen 18 und 64 und 14,2 Prozent waren 65 Jahre oder älter. 50,5 Prozent der Bevölkerung war weiblich.
Das jährliche Durchschnittseinkommen eines Haushalts lag bei 62.353 USD. Das Pro-Kopf-Einkommen betrug 26.032 USD. 8,9 Prozent der Einwohner lebten unterhalb der Armutsgrenze.

## Ortschaften im Cameron Parish
Census-designated places (CDP)
- Cameron
- Hackberry

Andere Unincorporated Communities
| - Creole - Gibbstown - Grand Chenier - Grand Lake - Holly Beach | - Illinois Plant - Johnsons Bayou - Lone Pine - Lowry - North Island | - Oak Grove - Peveto Beach - Sweet Lake |

## Gliederung

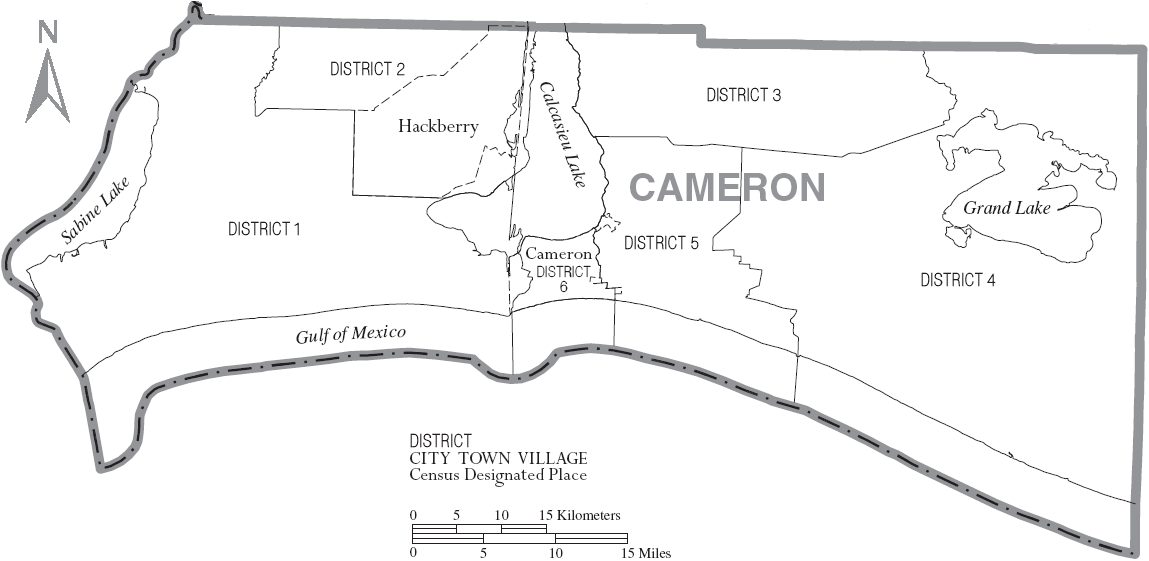
Gliederung des Cameron Parish

Das Cameron Parish ist in sieben durchnummerierte Distrikte eingeteilt:
| Distrikt | Einwohner (2010) | FIPS     |
| -------- | ---------------- | -------- |
| 1        | 288              | 22-94033 |
| 2        | 1262             | 22-94231 |
| 3        | 2004             | 22-94411 |
| 4        | 790              | 22-94594 |
| 5        | 440              | 22-94792 |
| 6        | 409              | 22-94960 |
| 7        | 1646             | 22-95117 |